# Robert Ludvigovič Bartini
Robert Ludvigovič Bartini, též Roberto Oros di Bartini (14. května 1897, Fiume, Itálie (nyní Rijeka, Chorvatsko) – 6. prosince 1974, Moskva) byl sovětský letecký konstruktér a vědec italského šlechtického původu (z rodiny barona).

## Život
Důstojnickou školu ukončil v roce 1916, pilotní školu roku 1921 a milánský polytechnický institut v roce 1922. V roce 1921 se stal členem italské komunistické strany. Po fašistickém převratu v Itálii v roce 1923 emigroval do SSSR. Pracoval na inženýrských a velitelských pozicích v sovětském letectvu a Rudé armádě. V roce 1928 se stal vedoucím vývoje experimentálního obojživelného letadla.
Roku 1938 (někde se uvádí rok 1937) byl uvězněn v rámci čistek probíhajících ve třicátých letech, byl propuštěn až v roce 1946. V průběhu druhé světové války pracoval v konstrukčních kancelářích CKB-29 a OKB-86 (obě byly pod správou NKVD), kde vytvořil dva projekty raketových přepadových stíhacích letadel označené jako „R“ a „R-114“, přičemž obě měla projektovanou rychlost více než 1 Mach. Realizace nepřekročila stádium projektu. Byl rehabilitován v roce 1956.
Je též autorem četných prací z oborů jako: aerodynamika, dynamika letu, a teoretická fyzika. Věnoval se kosmologii, fyzice elementárních částic, filosofii vědy. Vytvořil unikátní teorii šestirozměrného prostoru, kde čas i prostor měly tři rozměry (efekt Bartini).
Sergej Koroljov nazval Bartiniho svým učitelem. Bartini spolupracoval s více významnými sovětskými leteckými konstruktéry jako Sergej Vladimirovič Iljušin, Oleg Antonov, Vladimir Michajlovič Mjasiščev, Alexandr Sergejevič Jakovlev a dalšími.

## Bartiniho letouny

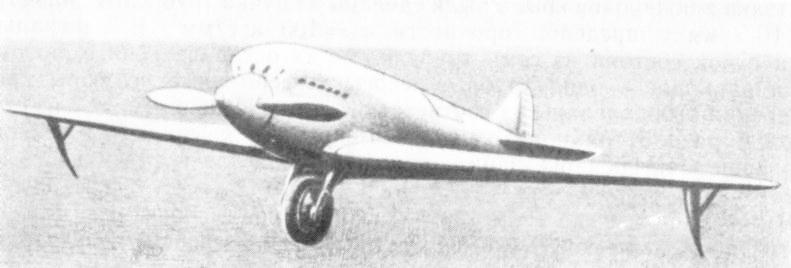
Stal-6

- DAR – hydroplán s dlouhým doletem, určený pro polární průzkum
- Stal-6 – experimentální letoun, roku 1933 dosáhl sovětský rychlostní rekord 420 km/h. Z něho odvozený prototyp stíhačky Stal-8 (I-240) nebyl dokončen.
- Stal-7 – prototyp dopravního letounu
- Jer-2 – rychlý dvoumotorový bombardér z roku 1940, existovalo více verzí, jedna z mála Bartiniho konstrukcí, která byla sériově vyráběna (okolo 320 ks). Vycházel z typu Stal-7, po Bartiniho zatčení ve vývoji pokračoval Vladimir Grigorjevič Jermolajev.
- A-57 – revoluční projekt strategického bombardéru, nebyl realizován
- VVA-14 – ekranoplán, založený na využití tzv. „přízemního efektu“, projektovaný jako protiponorkové letadlo

## Vědecké práce
- A Parity Between Physical Sizes in the Reports of the Academy of Sciences. 1965., t.163, Nr.4 («Доклады Академии наук» (1965г., т. 163, №4))
- Some Parities Between Physical Constants in the collection Problems of the Theory of Gravitation and Elementary Particles. Atomizdat, 1966., p. 249-266) (сборник «Проблемы теории гравитации и элементарных частиц» (М., Атомиздат, 1966г., стр. 249-266).

## Odkazy

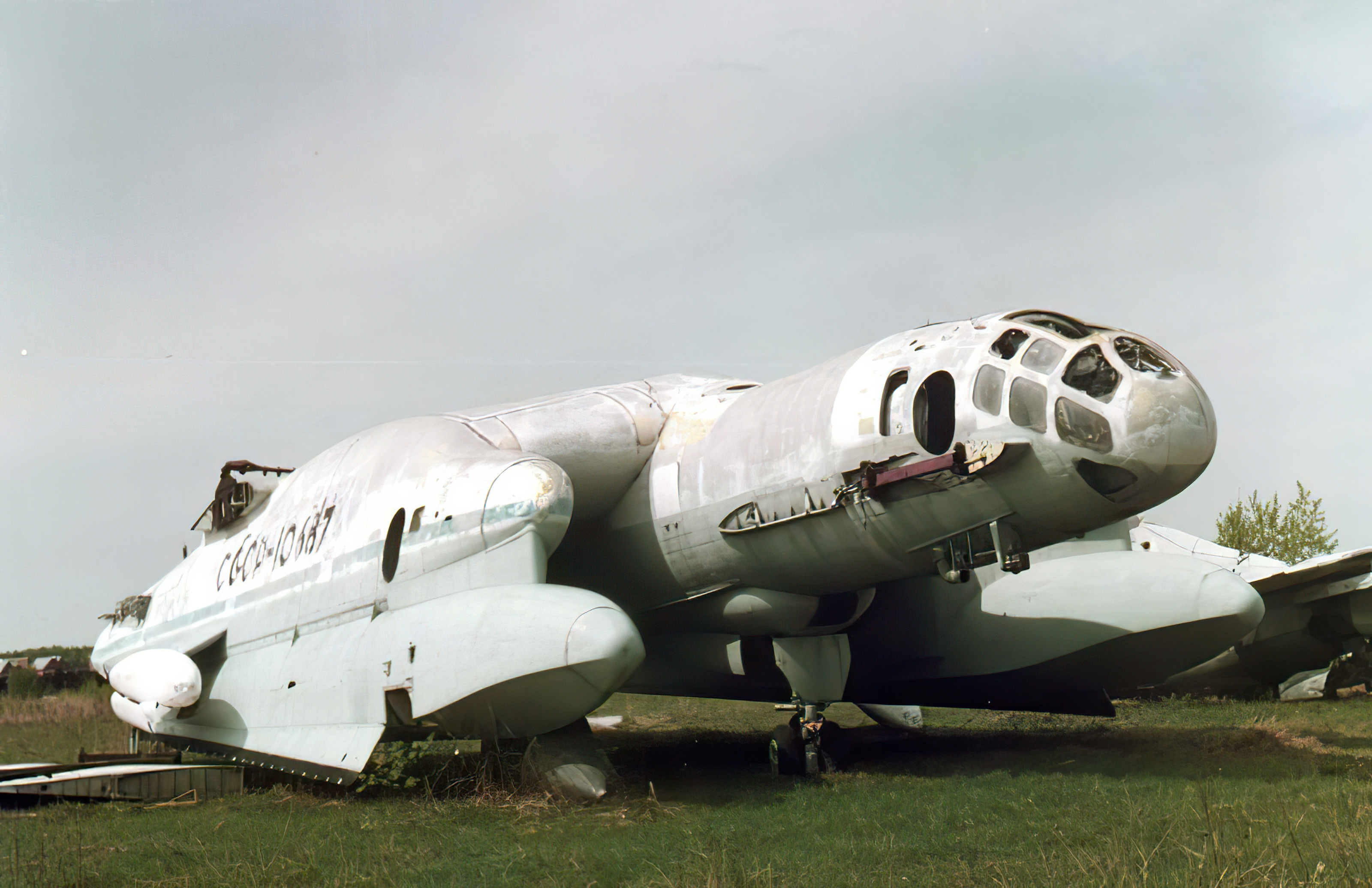
VVA-14, letecké muzeum Monino